# Лоэн, Шур
Шур Ло́эн (норв. Sjur Loen; род. 19 мая 1958, Оппдал, Сёр-Трёнделаг) — норвежский кёрлингист.

## Достижения
- Зимние Олимпийские игры: золото (1988; демонстрационный вид спорта)[3].
- Чемпионат мира по кёрлингу среди мужчин: золото (1984, 1988), бронза (1983, 1987, 1989, 1991).
- Чемпионат Европы по кёрлингу: золото (1993), серебро (1987, 1988), бронза (1985, 1990, 1995).
- Чемпионат Норвегии по кёрлингу среди мужчин: золото (1974, 1982, 1983, 1984, 1987, 1988, 1989, 1990, 1991).
- Чемпионат мира по кёрлингу среди юниоров: бронза (1976).

- «Команда всех звёзд» (англ. All-Star Team) чемпионата мира среди юниоров: 1976, 1979.

## Команды
| Сезон   | Четвёртый        | Третий         | Второй          | Первый                          | Запасной                                 | Турниры                             |
| ------- | ---------------- | -------------- | --------------- | ------------------------------- | ---------------------------------------- | ----------------------------------- |
| 1973—74 | Шур Лоэн         | Ханс Беккелунн | Мортен Сёгор    | Ханс Экельсруд                  |                                          | ЧМ 1974 (9 место)                   |
| 1975—76 | Шур Лоэн         | Мортен Сёгор   | Ханс Беккелунн  | Roar Rise                       |                                          | ЧМЮ 1976                            |
| 1976—77 | Шур Лоэн         | Мортен Сёгор   | Ханс Беккелунн  | Roar Rise                       |                                          | ЧМЮ 1977 (4 место)                  |
| 1977—78 | Шур Лоэн         | Мортен Сёгор   | Дагфинн Лоэн    | Roar Rise                       |                                          | ЧЕ 1977 (5 место)                   |
| 1977—78 | Шур Лоэн         | Мортен Сёгор   | Roar Rise       | Tom Søgaard                     |                                          | ЧМЮ 1978 (4 место)                  |
| 1978—79 | Шур Лоэн         | Мортен Скёуг   | Olav Saugstad   | Tom Sørlundsengen               |                                          | ЧМЮ 1979 (4 место)                  |
| 1981—82 | Шур Лоэн         | Мортен Сёгор   | Мортен Скёуг    | Дагфинн Лоэн                    | тренер: Кристиан Сёрум                   | ЧМ 1982 (5 место)                   |
| 1982—83 | Эйгиль Рамсфьелл | Шур Лоэн       | Гуннар Меланд   | Бо Бакке                        |                                          | ЧМ 1983                             |
| 1983—84 | Эйгиль Рамсфьелл | Шур Лоэн       | Гуннар Меланд   | Бо Бакке                        |                                          | ЧМ 1984                             |
| 1985—86 | Эйгиль Рамсфьелл | Шур Лоэн       | Гуннар Меланд   | Мортен Скёуг                    |                                          | ЧЕ 1985                             |
| 1986—87 | Эйгиль Рамсфьелл | Шур Лоэн       | Мортен Сёгор    | Бо Бакке                        |                                          | ЧМ 1987                             |
| 1987—88 | Эйгиль Рамсфьелл | Шур Лоэн       | Мортен Сёгор    | Бо Бакке                        | Гуннар Меланд (ЗОИ)                      | ЧЕ 1987 · ЗОИ 1988 (демо) · ЧМ 1988 |
| 1988—89 | Эйгиль Рамсфьелл | Шур Лоэн       | Мортен Сёгор    | Дагфинн Лоэн (ЧЕ) Бо Бакке (ЧМ) | Мортен Скёуг (ЧМ)                        | ЧЕ 1988 · ЧМ 1989                   |
| 1989—90 | Эйгиль Рамсфьелл | Шур Лоэн       | Никлас Ярунд    | Мортен Скёуг                    | Флемминг Давангер (ЧМ)                   | ЧМ 1990 (5 место)                   |
| 1990—91 | Эйгиль Рамсфьелл | Шур Лоэн       | Никлас Ярунд    | Мортен Скёуг                    | Дагфинн Лоэн (ЧМ)                        | ЧЕ 1990 · ЧМ 1991                   |
| 1992—93 | Эйгиль Рамсфьелл | Шур Лоэн       | Никлас Ярунд    | Бент Онунн Рамсфьелл            |                                          | ЧЕ 1992 (9 место)                   |
| 1993—94 | Эйгиль Рамсфьелл | Шур Лоэн       | Дагфинн Лоэн    | Никлас Ярунд                    | Эспен де Ланге тренер: Thoralf Hognestad | ЧЕ 1993                             |
| 1994—95 | Эйгиль Рамсфьелл | Ян Торесен     | Торе Торвбротен | Антон Гримсмо                   | Шур Лоэн                                 | ЧЕ 1994 (4 место)                   |
| 1994—95 | Эйгиль Рамсфьелл | Антон Гримсмо  | Ян Торесен      | Торе Торвбротен                 | Шур Лоэн                                 | ЧМ 1995 (5 место)                   |
| 1995—96 | Эйгиль Рамсфьелл | Ян Торесен     | Торе Торвбротен | Антон Гримсмо                   | Шур Лоэн                                 | ЧЕ 1995                             |
| 1995—96 | Эйгиль Рамсфьелл | Антон Гримсмо  | Ян Торесен      | Торе Торвбротен                 | Шур Лоэн                                 | ЧМ 1996 (4 место)                   |
| 2011—12 | Эйгиль Рамсфьелл | Шур Лоэн       | Мортен Сёгор    | Дагфинн Лоэн                    | Стейн Меллемсетер                        | ЧМВ 2012 (4 место)                  |

(скипы выделены полужирным шрифтом)